# ريدمي
ريدمي (بالإنجليزية: Redmi)‏ هي علامة تجارية فرعية مملوكة لشركة الإلكترونيات الصينية شاومي. تم الإعلان عنه لأول مرة في يوليو 2013 كهاتف ذكي، وأصبح علامة تجارية فرعية منفصلة للشركة في عام 2019 بأجهزة مبتدئة ومتوسطة المدى، في حين أن شاومي نفسها تنتج هواتف Mi ذات النطاق الأعلى والرائد. في أغسطس 2014، ذكرت صحيفة وول ستريت جورنال أنه في الربع الثاني من السنة المالية 2014، حصلت شاومي على حصة سوقية تبلغ 14 ٪ من تصنيفات شحن الهواتف الذكية في الصين. تُنسب مبيعات ريدمي كعامل مساهم في تحقيق هذا الارتفاع في تصنيفات الشحن.